# Saint-Arnoult-des-Bois
Saint-Arnoult-des-Bois är en kommun i departementet Eure-et-Loir i regionen Centre-Val de Loire strax norr om centrala Frankrike. Kommunen ligger i kantonen Courville-sur-Eure som tillhör arrondissementet Chartres. År 2022 hade Saint-Arnoult-des-Bois 895 invånare.

## Befolkningsutveckling
Antalet invånare i kommunen Saint-Arnoult-des-Bois
Referens:INSEE